# Kōji Hashimoto
Kōji Hashimoto (橋本 晃司?, Hashimoto Kōji; Kanazawa, 22 aprile 1986) è un ex calciatore giapponese, di ruolo centrocampista.

## Palmarès

### Club
- Campionato giapponese: 1

Nagoya Grampus: 2010
- Supercoppa del Giappone: 1

Nagoya Grampus: 2011